# شهرستان یونگ‌جی (جی‌لین)
شهرستان یونگ‌جی (به چینی: 永吉县) یک شهرستان در استان جی‌لین چین است که در تابعیت شهر جی‌لین قرار دارد. شهرستان یونگ‌جی ۲٬۶۲۵ کیلومتر مربع مساحت و ۲۸۰٬۶۳۳ نفر جمعیت دارد و ۳۶۳ متر بالاتر از سطح دریا واقع شده‌است.

## تقسیمات اداری
شهرستان یونگ‌جی به ۷ شهرک، ۱ قصبه، و ۱ قصبه قومیتی‌ (برای مردم منچو) تابعه تقسیم شده است. یک «منطقهٔ اداری» هم‌سطح قصبه نیز تابع این شهرستان می‌باشد.
- شهرک بئی‌داهو (北大湖镇، Běidàhú zhèn)
- شهرک چالوهه (岔路河镇، Chàlùhé zhèn)
- شهرک شوانگ‌هه (双河镇، Shuānghé zhèn)
- شهرک شی‌یانگ (西阳镇، Xīyáng zhèn)
- شهرک کووچیان (口前镇، Kǒuqián zhèn)
- شهرک وان‌چانگ (万昌镇، Wànchāng zhèn)
- شهرک یی‌لاشی (一拉溪镇، Yīlāxī zhèn)

- قصبه هوانگ‌یو (黄榆乡، Huángyú zhèn)

- ‌ قصبه قومیتی منچو جین‌جیا 
  - (金家满族乡، Jīnjiā mǎnzú xiāng)
  - (ᡤᡳᠨ ᡤᡳᠶᠠ ᠮᠠᠨᠵᡠ ᡠᡴᠰᡠᡵᠠ ᡤᠠᡧᠠᠨ، gin giya manju uksura gašan)

- منطقهٔ توسعهٔ اقتصادی یونگ‌جی (永吉经济开发区، Yǒngjí jīngjì kāifā qū)